# Karl Heinrich Waggerl
Karl Heinrich Waggerl (ur. 10 grudnia 1897 w Bad Gastein, zm. 4 listopada 1973 w Schwarzach im Pongau) – pisarz austriacki. 

## Życiorys
Przedstawiciel regionalnej literatury popularnej. Autor poczytnych powieści, pisanych pod wpływem twórczości Knuta Hamsuna. Tworzył także poezję, opowiadania i aforyzmy.
Jako pisarz zadebiutował powieścią Brot (1930; „Chleb”), w której ukazuje wyidealizowany obraz wiejskiego życia w okolicach Salzburga. Podobną tematykę reprezentują jego kolejne powieści: Schweres Blut (1931; „Ciężka krew”), Das Jahr des Herren (1934; „Rok Pana”), Mütter (1935; „Matki”), a także opowiadania Das Wiesenbuch (1934; „Księga łąki”) i Du und Angela (1934; „Ty i Angela”). Gdy w 1934 roku ustanowiono Wielką Austriacką Nagrodę Państwową, Waggerl został jej pierwszym laureatem. W 1936 roku wstąpił do Związku Pisarzy Niemieckich w Austrii, propagując ideę przyłączenia Austrii do Rzeszy.